# Dreyerit
Dreyerit (IMA-Symbol Dye) ist ein sehr selten vorkommendes Mineral aus der Mineralklasse der „Phosphate, Arsenate und Vanadate“ mit der chemischen Zusammensetzung Bi[VO4] und damit chemisch gesehen ein Bismutvanadat.
Dreyerit kristallisiert im tetragonalen Kristallsystem und entwickelt tafelige Kristalle bis etwa 0,5 mm Größe mit einem diamantähnlichen Glanz auf den Oberflächen. Das durchscheinende Mineral ist von gelboranger bis gelbbrauner Farbe, hat allerdings eine rein gelbe Strichfarbe.

## Etymologie und Geschichte
Entdeckt wurde das Mineral erstmals durch Gerhard Dreyer (1944–1978), der mit Kollegen von der Universität Mainz wissenschaftliche Untersuchungen im Raum Hirschhorn durchführte. Die Mineralproben entnahmen sie aus einem Baustellen-Aufschluss etwa 200 m südlich vom Bahnhof Hirschhorn/Pfalz im Landkreis Kaiserslautern in Rheinland-Pfalz. Dreyer und Ekkehart Tillmanns (1941–2020) analysierten das Mineral und stellten fest, dass es sich um ein bisher unbekanntes Bismutvanadat handelte.
Dreyer und Tillmanns sandten ihre Untersuchungsergebnisse und den gewählten Namen, der allerdings nicht veröffentlicht wurde, 1978 zur Prüfung an die International Mineralogical Association (interne Eingangsnummer der IMA: 1978-077). Noch während des Prüfungsprozesses verunglückte Dreyer auf einer wissenschaftlichen Exkursion in Kanada bei einem Verkehrsunfall am 31. August 1978 tödlich. Tillmanns ließ daher das von Dreyer mitentdeckte Mineral intern umbenennen und passte die Erstbeschreibung entsprechend dem neu gewählten Namen Dreyerit in Gedenken an Gerhard Dreyer an. Nach Anerkennung von Dreyerit als eigenständige Mineralart wurde diese Erstbeschreibung 1981 im Fachmagazin Neues Jahrbuch für Mineralogie, Monatshefte veröffentlicht.
Das Typmaterial des Minerals wird in der Mineralogischen Sammlung des Naturhistorischen Museums (NHM) in Mainz unter der Inventarnummer M1990/3144 (möglicherweise auch in der Johannes Gutenberg-Universität Mainz, jedoch ohne dokumentierte Inventarnummer) und im National Museum of Natural History (NMNH) in Washington unter der Inventarnummer 159922 aufbewahrt.

## Klassifikation
Da der Dreyerit erst 1978 als eigenständiges Mineral anerkannt wurde, ist er in der letztmalig 1977 überarbeiteten 8. Auflage der Mineralsystematik nach Strunz noch nicht verzeichnet.
In der zuletzt 2018 überarbeiteten Lapis-Systematik nach Stefan Weiß, die formal auf der alten Systematik von Karl Hugo Strunz in der 8. Auflage basiert, erhielt das Mineral die System- und Mineralnummer VII/A.19-030. Dies entspricht der Klasse der „Phosphate, Arsenate und Vanadate“ und dort der Abteilung „Wasserfreie Phosphate [PO4]3−, ohne fremde Anionen“, wo Dreyerit zusammen mit Klinobisvanit und Pucherit eine unbenannte Gruppe mit der Systemnummer VII/A.19 bildet.
Die von der IMA zuletzt 2009 aktualisierte 9. Auflage der Strunz’schen Mineralsystematik ordnet den Dreyerit in die Klasse der „Phosphate, Arsenate und Vanadate“ und dort in die Abteilung „Phosphate usw. ohne zusätzliche Anionen; ohne H2O“ ein. Hier ist das Mineral in der Unterabteilung „Mit ausschließlich großen Kationen“ zu finden, wo es zusammen mit Chernovit-(Y), Pretulit, Wakefieldit-(Ce), Wakefieldit-(La), Wakefieldit-(Nd), Wakefieldit-(Y), Xenotim-(Y) und Xenotim-(Yb) die „Xenotimgruppe“ mit der Systemnummer 8.AD.35 bildet.
In der vorwiegend im englischen Sprachraum gebräuchlichen Systematik der Minerale nach Dana hat Dreyerit die System- und Mineralnummer 38.04.08.01. Das entspricht der Klasse der „Phosphate, Arsenate und Vanadate“ und dort der Abteilung „Wasserfreie Phosphate etc.“. Hier findet er sich innerhalb der Unterabteilung „Wasserfreie Phosphate etc., A+XO4“ als einziges Mitglied in einer unbenannten Gruppe mit der Systemnummer 38.04.08.

## Kristallstruktur
Dreyerit kristallisiert in der tetragonalen Raumgruppe I41/amd (Raumgruppen-Nr. 141) mit den Gitterparametern a = 7,30 Å und c = 6,46 Å sowie 4 Formeleinheiten pro Elementarzelle.
| Kristallstruktur von Dreyerit |
| --- |
| - mit Blickrichtung parallel zur a-Achse - mit Blickrichtung parallel zur b-Achse - mit Blickrichtung parallel zur c-Achse - räumliche Darstellung in der kristallographischen Standardausrichtung - Gößerer Ausschnitt der Kristallstruktur als Polyeder-Modell |
| Farblegende: 0 _ Bi 0 _ V 0 _ O |

## Modifikationen und Varietäten
Die Verbindung Bi[VO4] ist trimorph und kommt in der Natur neben dem tetragonal kristallisierenden Dreyerit noch als monoklin kristallisierender Klinobisvanit und als orthorhombisch kristallisierender Pucherit vor.

## Bildung und Fundorte
An seiner Typlokalität in dem ehemaligen Aufschluss Hirschhorn in Rheinland-Pfalz fand sich Dreyerit in den Rissen verkieselter Baumstämme (Dadoxylon sp., Araucarites sp.). Diese waren im oberen Teil einer Abfolge aus basaltischen Lavadecken und grau bis grüngrau gefärbtem, rhyolithischem Aschentuff mit Zwischenlagen aus fein- bis grobklastischen Sedimenten. Als Begleitminerale fanden sich Baryt, Bismit, Carnotit (auch Karnotit), Hämatit, Goethit, Kaolinit, Mixit, Quarz und mit Chlorargyrit überzogenes gediegen Silber. Des Weiteren fanden sich an der Fundstelle natürlicher Asphalt und  Karburan (auch Carburan, uranhaltige Kohlenwasserstoffe)
Der Aufschluss mit der Typlokalität des Minerals bestand nur während des Baus eines Waldweges und ist nicht mehr vorhanden.
Weitere bisher bekannte Fundorte in Deutschland sind die Grube Clara bei Oberwolfach in Baden-Württemberg sowie die Grube Güldener Falk bei Neustädtel (Schneeberg) und die Ritterzeche (ebenfalls Bergbaurevier Schneeberg) im sächsischen Erzgebirgskreis. Daneben konnte Dreyerit bisher nur noch in der Lively’s Mine (auch Golden Rule Mine) in der Region Arkaroola in South Australia (Australien) entdeckt werden (Stand 2025).